# 이미다졸
이미다졸(Imidazole)은 화학식 C3N2H4의 유기 화합물이다. 물에 용해되어 약 알칼리성 용액을 생성하는 흰색 또는 무색의 고체이다. 화학에서, 이것은 다이아졸(diazole)로 분류되고 인접하지 않은 질소 원자를 갖는 방향족 헤테로고리 화합물이다.
피리미딘 고리에 융합될 때 이것은 가장 널리 발생하는 질소 헤테로고리 화합물인 퓨린을 형성한다. "imidazole"이라는 이름은 1887년 독일 화학자 아르투어 루돌프 한치(Arthur Rudolf Hantzsch, 1857-1935)에 의해 만들어졌다.

## 이미다졸아민
이미다졸아민(Imidazole amine)계열에는 히스타민이 있다. 이는 생체합성물질로 생체아민으로 분류될 수 있다.

## 같이 보기
- DNA